# Szilvaorrú keszeg
A szilvaorrú keszeg (Vimba vimba) a sugarasúszójú halak (Actinopterygii) osztályának pontyalakúak (Cypriniformes) rendjébe, ezen belül a pontyfélék (Cyprinidae) családjába tartozó faj.
A Vimba csontoshal-nem típusfaja.

## Előfordulása
A szilvaorrú keszeg elterjedési területe Hollandiától a Kaszpi-tengerig terjed. Magyarország területén is megtalálható.

## Alfajai
- Vimba vimba vimba – az Északi- és a Balti-tenger körzetéhez tartozó vizekben él.
- Vimba vimba bergi – a Déli-Bug alsó folyásánál található meg.
- Vimba vimba carinata – a Dunától a Kubánig
- Vimba vimba persa – a Kaszpi-tenger és a Volga alsó folyása
- Vimba vimba tenella – a Krím-félsziget folyói, a Kubány és Nyugat-Transzkaukázus

## Megjelenése
A hal testhossza 20-35 centiméter, legfeljebb 50 centiméter. A legnagyobb testtömegű 1,4 kilogrammos volt. 53-61 pikkelye van az oldalvonala mentén. Orra húsos és erősen előrenyúlik.

## Életmódja
A homokos vagy iszapos medrű, lassú folyású vizeket vagy a tápanyagban gazdag sík vidéki tavakat kedveli. A szilvaorrú keszeg félénk, rajhal, amely nyáron a sekélyebb part menti vizekben tartózkodik. Tápláléka apró fenéklakók. Legfeljebb 15 évig él.

## Szaporodása
Hat-hétévesen válik ivaréretté. Az íváshoz kis vándorutakat tesz meg, mely egyes helyeken szeptemberben kezdődhet, télen pihen, és márciusban újra elindul. Május-július között ívik. A sebes folyásokba rakja le a 15-20 ezer darab ikráját. Több éven keresztül is ívhat.

## Halászata
A szilvaorrú keszeget kisebb mértékben halásszák; emellett tenyésztik is. Főleg a sporthorgászok kedvelik.